# Ceroglossus
Ceroglossus es un género de coleópteros adéfagos pertenecientes a la familia Carabidae. Es el único género de la tribu Ceroglossini. Se encuentran solo en Chile y Argentina.

## Especies
Contiene las siguientes especies:
- Ceroglossus buqueti Laporte, 1834
- Ceroglossus chilensis Eschscholtz, 1829
- Ceroglossus darwini Hope, 1837
- Ceroglossus guerini Gehin, 1885
- Ceroglossus magellanicus Gehin, 1885
- Ceroglossus ochsenii Germain, 1895
- Ceroglossus speciosus Gerstaecker, 1858
- Ceroglossus suturalis Fabricius, 1775